# Miss Paraná 2015
Miss Paraná 2015 foi a 58ª edição do tradicional concurso de beleza feminina do Estado que teve como intuito selecionar dentre várias candidatas municipais, a melhor, para que esta possa representar sua cultura e beleza no certame de Miss Brasil 2015. O evento é coordenado há anos pelo casal de empresários Wall e Elaine Barrionuevo, e contou com a participação de 30 candidatas pré-selecionadas  em busca do título que pertencia à Nathaly Goolkate. O concurso foi realizado em Curitiba, onde a candidata de Medianeira, Gabriela Gallas foi coroada como a nova detentora do título ao final do evento.

## Resultados

### Colocações
| Posição                 | Município e Candidata |
| Miss Paraná             | - Medianeira - Gabriela Gallas |
| 2º. Lugar               | - Palotina - Marina Rossato |
| 3º. Lugar               | - Umuarama - Rafaelly Rocha |
| Finalistas              | - Arapoti - Eduarda Lacerda - Maringá - Bruna Mariano                                                                                                   |
| (TOP 10) Semifinalistas | - Andirá - Aline Carvalho - Araruna - Mara Lima - Araucária - Miriã Pereira - Campina Grande do Sul - Fernanda Tavares - Jacarezinho - Gabriela Feriato |
| (TOP 15) Semifinalistas | - Almirante Tamandaré - Paula Stedile - Guaíra - Taíne Verruck - Londrina - Caroline Felcar - Pinhais - Poliana Rosa - Porecatu - Mariane Gonçalves     |

### Prêmio Especial
- Fernanda Tavares entregou o prêmio à sua estilista Lia Rabello:

| Prêmio              | Candidata                              |
| Miss Simpatia       | - Terra Boa - Ana Paula Farias         |
| Melhor Cabelo       | - Mercedes - Ketlyn Woelfer            |
| Prêmio Didi Caillet | - Campina G. do Sul - Fernanda Tavares |

### Ordem dos Anúncios
| 1. Andirá 2. Guaíra 3. Araucária 4. Pinhais 5. Campina Grande do Sul 6. Maringá 7. Medianeira 8. Umuarama 9. Almirante Tamandaré 10. Palotina 11. Jacarezinho 12. Londrina 13. Araruna 14. Porecatu 15. Arapoti | 1. Maringá 2. Jacarezinho 3. Medianeira 4. Araruna 5. Palotina 6. Andirá 7. Arapoti 8. Araucária 9. Umuarama 10. Campina Grande do Sul | 1. Maringá 2. Arapoti 3. Umuarama 4. Palotina 5. Medianeira |  |

## Resposta Final
Questionada pela pergunta final sobre a quem ela daria um ramalhete de cravos e rosas, a vencedora respondeu:
| “ | Pode até parecer clichê, mas eu entregaria um ramalhete de cravos e de rosas para os meus pais, meu pai e minha mãe, foram minha base, a minha educação, a minha estrutura. Desde pequena sempre me cuidaram, é, me cuidaram e me trataram super bem nessa etapa. E não foi um caminho fácil, eles estiveram presentes sempre, minha estrutura, minha base, minhas pernas, meu caminho. Obrigada! | ” |

## Programação Musical
Durante os desfiles foram tocadas as músicas:
- Desfile de Gala: Main Title (Game of Thrones) de Ramin Djawadi.
- Desfile de Maiô: Música Indígena (Instrumental).
- Anúncio Top 15: Feelings de Maroon 5.
- Anúncio Top 10: Am I Wrong de Nico & Vinz.
- Anúncio Top 05: Do You Know? de Enrique Iglesias.
- Despedida: Suspicious Minds de Elvis Presley.

## Candidatas
As aspirantes ao título estadual deste ano: 
| - Almirante Tamandaré - Paula Stedile - Andirá - Aline Claro - Arapoti - Eduarda Lacerda - Araruna - Mara Lima - Araucária - Miriã Pereira - Campina Grande do Sul - Fernanda Tavares - Campo Mourão - Lohana Mormul - Castro - Anderly Zargiski - Colombo - Maiara Pavin - Curitiba - Aline Souza - Dois Vizinhos - Alana Makximovivitz - Foz do Iguaçu - Djeniffer Hüller - Guaíra - Taíne Verruck - Ipiranga - Natasha Taques - Itaipulândia - Giovana Becker | - Jacarezinho - Gabriela Feriato - Londrina - Caroline Felcar - Maringá - Bruna Mariano - Medianeira - Gabriela Gallas - Mercedes - Ketlyn Woelfer - Palotina - Marina Rossato - Paranavaí - Elizabete Pimentel - Pinhais - Poliana Rosa - Ponta Grossa - Mayara Cristo - Porecatu - Mariane Gonçalves - Quatro Barras - Rafaela Torres - Santo Antônio da Platina - Flávia Maiorky - São Miguel do Iguaçu - Nauana Conzatti - Terra Boa - Ana Paula Farias - Umuarama - Rafaelly Rocha |

## Dados das Candidatas
| Almirante Tamandaré Paula Stedile. Tem 20 anos e 1.72m de altura. Andirá Aline Claro. Tem 21 anos e 1.70m de altura. Arapoti Eduarda Lacerda. Tem 18 anos e 1.71m de altura. Araruna Mara Lima. Tem 22 anos e 1.71m de altura. Araucária Miriã Pereira. Tem 18 anos e 1.75m de altura. Campina Grande do Sul Fernanda Tavares. Tem 23 anos e 1.79m de altura. Campo Mourão Lohana Mormul. Tem 21 anos e 1.69m de altura. Castro Anderly Zargiski. Tem 18 anos e 1.69m de altura. Colombo Maiara Pavin. Tem 18 anos e 1.70m de altura. Curitiba Aline Souza. Tem 19 anos e 1.69m de altura. | Dois Vizinhos Alana Makximovivitz. Tem 21 anos e 1.69m de altura. Foz do Iguaçu Djeniffer Hüller. Tem 20 anos e 1.68m de altura. Guaíra Taíne Verruck. Tem 24 anos e 1.79m de altura. Ipiranga Natasha Taques. Tem 20 anos e 1.67m de altura. Itaipulândia Giovana Becker. Tem 18 anos e 1.76m de altura. Jacarezinho Gabriela Feriato. Tem 19 anos e 1.76m de altura. Londrina Caroline Felcar. Tem 23 anos e 1.78m de altura. Maringá Bruna Mariano. Tem 23 anos e 1.77m de altura. Medianeira Gabriela Gallas. Tem 18 anos e 1.76m de altura. Mercedes Ketlyn Woelfer. Tem 19 anos e 1.75m de altura. | Palotina Marina Rossato. Tem 20 anos e 1.77m de altura. Paranavaí Elizabete Pimentel. Tem 18 anos e 1.76m de altura. Pinhais Poliana Rosa. Tem 23 anos e 1.71m de altura. Ponta Grossa Mayara Cristo. Tem 22 anos e 1.79m de altura. Porecatu Mariane Gonçalves. Tem 18 anos e 1.73m de altura. Quatro Barras Rafaela Torres. Tem 24 anos e 1.73m de altura. Sto Antônio da Platina Flávia Maiorky. Tem 19 anos e 1.67m de altura. São Miguel do Iguaçu Nauana Conzatti. Tem 21 anos e 1.75m de altura. Terra Boa Ana Paula Farias. Tem 22 anos e 1.77m de altura. Umuarama Rafaelly Rocha. Tem 20 anos e 1.72m de altura. |

## Jurados

### Seletiva
Corresponde ao juri que definiu o seleto número de candidatas ao título:
| 1. Alessandra Bernardi, Miss Paraná 2012; 2. Camila Stefanello, Miss Planet Universo Brasil; 3. Franciele Cioni Garcia, empresária; 4. Isis Stocco, Miss Paraná 2013; 5. Luciana Dias, diretora de arte da Band Paraná; | 1. Luiz Carlos Fassoni, missólogo; 2. Nathaly Goolkate, Miss Paraná 2014; 3. Osvaldo Chagas, missólogo; 4. Drª. Ritha Capelato, dermatologista; 5. Drº. Sérgio Câmara, cirurgião plástico. |

## Seletiva
Todas as apirantes municipais eleitas que concorreram na seletiva: 
| - Almirante Tamandaré - Paula Stedile - Alvorada do Sul - Larissa Ceu - Andirá - Aline Claro - Apucarana - Caroline Benevenuto - Arapongas - Andreia Fernandes - Arapoti - Eduarda Lacerda - Araruna - Mara Lima - Araucária - Miriã Pereira - Astorga - Débora Baliscki - Barbosa Ferraz - Isabelle Costa - Cambé - Patrícia Brugin - Campina da Lagoa - Luciana Vaz - Campina Grande do Sul - Fernanda Tavares - Campo Mourão - Lohana Mormul - Capitão Leônidas Marques - Aline Camargo - Cascavel - Ana Paula Galeski - Castro - Anderly Zargiski - Colombo - Maiara Pavin - Corbélia - Graziela Mezzon - Curitiba - Aline Souza - Dois Vizinhos - Alana Makximovitz - Fazenda Rio Grande - Elizandra Iurkiv - Foz do Iguaçu - Djeniffer Hüller - Guaíra - Taíne Verruck - Ipiranga - Natasha Taques | - Itaipulândia - Giovana Becker - Jacarezinho - Gabriela Feriato - Londrina - Caroline Felcar - Mandaguari - Josiane Veronezi - Maringá - Bruna Mariano - Matelândia - Julia Dalmas - Medianeira - Gabriela Gallas - Mercedes - Ketlyn Woelfer - Palotina - Marina Rossato - Paranavaí - Elizabete Pimentel - Peabiru - Tayane Scaquete - Pinhais - Poliana Rosa - Ponta Grossa - Mayara Cristo - Porecatu - Mariane Gonçalves - Quatro Barras - Rafaela Torres - Reserva - Ana Paula Detoni - Santo Antônio da Platina - Flávia Maiorky - São José dos Pinhais - Priscila Rodrigues - São Miguel do Iguaçu - Nauana Conzatti - Sarandi - Érica Leme - Terra Boa - Ana Paula Farias - Toledo - Mayara Titon - Ubiratã - Thayla Larissa - Umuarama - Rafaelly Rocha |